# Albicostella ishiharai
Albicostella ishiharai är en insektsart som beskrevs av Vilbaste 1967. Albicostella ishiharai ingår i släktet Albicostella och familjen dvärgstritar. Inga underarter finns listade i Catalogue of Life.